# Далла Рицца, Джильда
Джильда Далла Рицца (12 октября 1892 —5 июля 1975)  — известная итальянская исполнительница, обладающая сопрано.
Родилась в Вероне, она дебютировала в опере в Болонье (театре Верди) в 1912 году, играя роль Шарлотты в «Вертере».  Джильда считалась любимым сопрано Джакомо Пуччини, после исполнения  Магды в его «La rondine» (1917). Несмотря на то, что Пуччини сочинил партию для другого сопрано, услышав исполнение Даллы Риццу, композитор считал, что это именно ее роль. Певица также выступала на премьере Европейских спектаклей его опер «Suor Angelica» и «Gianni Schicchi», в Риме в 1919 году. На этих выступлениях присутствовал Король Италии — Виктор Эммануил III. Дж. Рицца должна была исполнять роль Лиу в «Турандот»,  однако ее голос оказался тяжелым для роли молодой рабыни.
Далла Рицца выступала в крупнейших театрах Рима, Флоренции, Турина, Сан-Паулу, Буэнос-Айреса, Рио-де-Жанейро, Вероны, Неаполя, Монте-Карло, Болоньи, Лимы, Пармы, Сантьяго, Барселоны, Амстердама и др. Но при этом она ни разу не выступила в США.

## Репертуар
Одной из работ певицы является исполнение Соло сопрано Девятой симфонии Бетховена. В Ла Скала, с 1915 по 1934 год, ее сопрано появлялся в опере «Князь Игорь», «Андре Шенье», «Тоска» (Форцано), «Травиата» (дирижер - Артуро Тосканини), «Манон Леско», «Фальстаф» (с Мариано Стабиле), Луиза, «Франческа да Римини»,  «Л'Аморе-дей-Тре-ре» (дирижер Виктор де Сабата),  «Мадам Баттерфляй»,  и др.
Далла Рицца появилась в 1920 году в Ковент-Гардене, в «Манон Леско», «Мадам Баттерфляй», «Богеме», «Анжелике», «Джанни Скикки» и «Тоске».

## Завершение карьеры
Оперная актриса покинула сцену в 1939 году, хотя в 1942 году она вернулась в Винченцу, чтобы окончательно оплакать Анжелику.
В 1926 году она вышла замуж за тенора Агостино Капуццо (который умер в 1963 году), а с 1939 по 1955 год преподавала в Венецианской консерватории Бенедетто Марчелло. Примадонна умерла в миланском доме Верди в 1975 году.
С 1913 по 1928 год Далла Рицца записала несколько отрывков из своих известных ролей  для Columbia и Fonotipia, а в 1931 году  для Колумбийского университета она участвовала в первой записи «Fedora».
В работе "Вокальные параллели (1955) Джакомо Лаури- Вольпи писал о ее голосе: „голос, характеризующийся гортанными и носовыми интонациями, несовершенный технически, отвечал требованиям, предъявляемым к нему актрисой, которая использовала его скорее для выражения эмоций, чем для чисто музыкальных эффектов“.